# Simonurius gladifer
Simonurius gladifer là một loài nhện trong họ Salticidae.
Loài này thuộc chi Simonurius. Simonurius gladifer được Eugène Simon miêu tả năm 1901.